# Wethouder

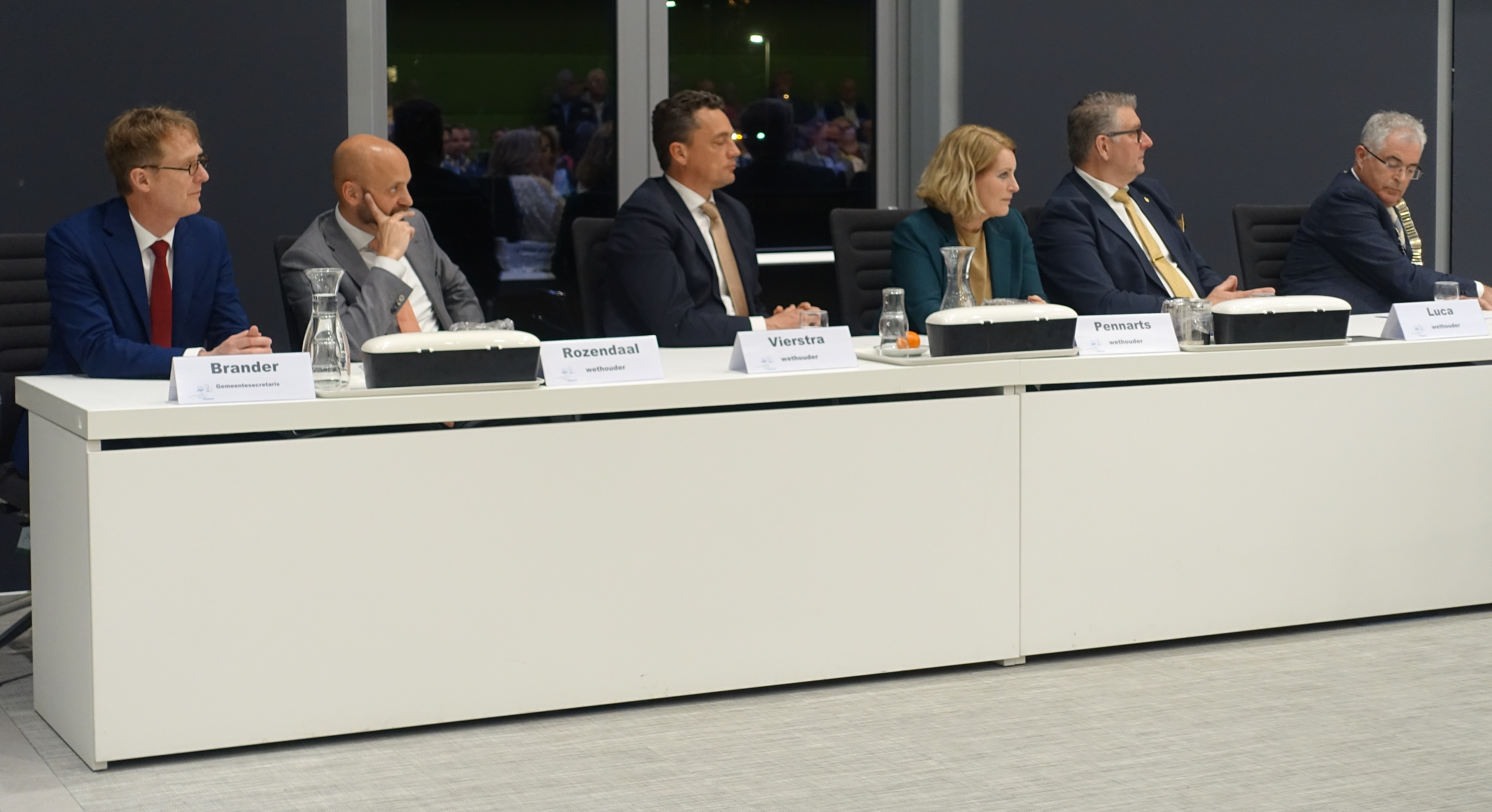
Wethouders van de gemeente Woerden, maart 2025

Een wethouder is een openbaar bestuurder binnen een Nederlandse gemeente. De functie is vergelijkbaar met die van een schepen in België.

## Beschrijving
De functie van wethouder is enigszins te vergelijken met die van politieke ambtsdragers op landelijk en provinciaal niveau, respectievelijk een minister en een gedeputeerde. Met de burgemeester vormen de wethouders het college van burgemeester en wethouders (vaak college van B&W genoemd), het dagelijks bestuur van de gemeente. 
Tezamen met de gemeenteraad vormen zij het gemeentebestuur. De gemeenteraad is ook het politieke orgaan dat na de gemeenteraadsverkiezingen de wethouders kiest. In regel geldt hun verkiezing/benoeming voor een periode van vier jaar, gelijk aan de zittingstermijn van de gemeenteraad. De functie van wethouder bestaat sinds 1813. Daarvoor hadden sommige  steden alleen een burgemeester ondersteund door een aantal schepenen, een term die ook in Nederland tot 1795 gebruikt werd in het kader van de schout en de schepenen, het dagelijks bestuur van een gemeente. 
Wethouders worden gekozen door de gemeenteraad. Tot 2002 bestond het monistische systeem, dat wil zeggen dat wethouders uit de raad werden gekozen en er ook lid van bleven, daarmee waren zij ook automatisch inwoners van de betreffende gemeente. Sinds 2002 mogen wethouders geen lid meer zijn van de gemeenteraad (zie: Wet dualisering gemeentebestuur) en kunnen zij ook van buiten de gemeenteraad en zelfs van buiten de gemeente worden aangetrokken. Voor wethouders geldt net als voor gemeenteraden de eis dat zij ingezetene zijn van de gemeente waarvan zij wethouder zijn. Van dat vereiste kan de gemeenteraad voor de duur van een jaar ontheffing verlenen, die in bijzondere gevallen telkens met een periode van maximaal een jaar kan worden verlengd.
In 2019 is een algemeen te gebruiken ambtsteken voor wethouders geïntroduceerd. Dit teken, ontworpen door Renier van den Berg, is bedoeld om de herkenbaarheid en aanspreekbaarheid van wethouders te vergroten, net zoals de ambtsketen dat voor burgemeesters doet.

## Aantal
Het aantal wethouders hangt in de regel samen met het inwonertal van een gemeente. Een gemeente moet minimaal twee wethouders hebben, maar mag er niet meer hebben dan 20% van het aantal raadsleden (of niet meer dan 25% als een of meer wethouders in deeltijd werken). In praktijk is dat meestal tussen de 2 en 6 (c.q. 8).

## Portefeuille
Elke wethouder heeft zijn of haar eigen portefeuille, een term die aangeeft welke beleidsgebieden een wethouder behartigt. Voorbeelden zijn:
- Financiën, Personeel & Organisatie
- Ruimtelijke Ordening & Openbare Werken (Grondgebiedzaken)
- Volkshuisvesting, Diversiteit & Inburgering
- Economische Zaken, Toerisme & Evenementen
- Mobiliteit, Water en Duurzaamheid
- Sociale Zaken, Onderwijs, Welzijn & Sport (Bewonerszaken)
- Wonen, Bouwen, Openbare Ruimte & Groen

Ook heeft een wethouder veelvuldig overleg met de directeuren van diensten dan wel hoofd van ambtelijke afdeling die (deels) aansluit bij zijn takenpakket/werkvelden.

## Takenpakket
Een wethouder is gehouden te werken volgens wat de gemeenteraad kaderstellend dan wel controlerend van hem verlangt. Vaak worden veel voorkomende zaken gedelegeerd door de raad aan het college van B & W, wat deze vervolgens weer mandateert aan het ambtelijk apparaat. Een wethouder dient de raad en de raadscommissies alle inlichtingen te verschaffen die voor een goed bestuur noodzakelijk zijn.
Voor 2002 was een wethouder soms ook nog voorzitter van een functionele raadscommissie(s), dit is sindsdien gewijzigd (wet Dualisering en lokale democratie). Raadsleden zitten nu de raadscommissies voor.

## Ondersteuning
Soms heeft de wethouder een eigen staf, te vergelijken met het Kabinet van de Burgemeester, die kan bestaan uit: een (ambtelijk) secretaris/secretaresse, communicatieadviseur, persoonlijk medewerker en/of een (politiek) assistent. Er is tevens een landelijke Wethoudersvereniging, waar wethouders lid van kunnen worden, die ondersteuning biedt voor wethouders in de vorm van opleiding, intervisie en vertrouwelijke consultatie bij bestuurscrises, agressie en geweld, integriteit en rechtspositionele vragen.